# Le Tremblay-sur-Mauldre
Le Tremblay-sur-Mauldre település Franciaországban, Yvelines megyében. Lakosainak száma 956 fő (2022. január 1.). Le Tremblay-sur-Mauldre Neauphle-le-Vieux, Bazoches-sur-Guyonne, Jouars-Pontchartrain és Saint-Rémy-l’Honoré községekkel határos.

## Népesség
A település népességének változása:
| Lakosok száma | 936  | 928  | 1025 | 930  | 940  | 951  | 956  | 957  | 956  |
|               | 2013 | 2015 | 2016 | 2017 | 2018 | 2019 | 2020 | 2021 | 2022 |